# Earomyia barbara
Earomyia barbara är en tvåvingeart som beskrevs av Mcalpine 1956. Earomyia barbara ingår i släktet Earomyia och familjen stjärtflugor. Inga underarter finns listade i Catalogue of Life.